# 三宅義信
三宅 義信（みやけ よしのぶ、1939年11月24日 - ）は、宮城県柴田郡村田町出身のオリンピックにも出場した元重量挙げ選手、元陸上自衛官。現在は東京都在住。弟に三宅義行、姪に三宅宏実がいる。

## 経歴・人物

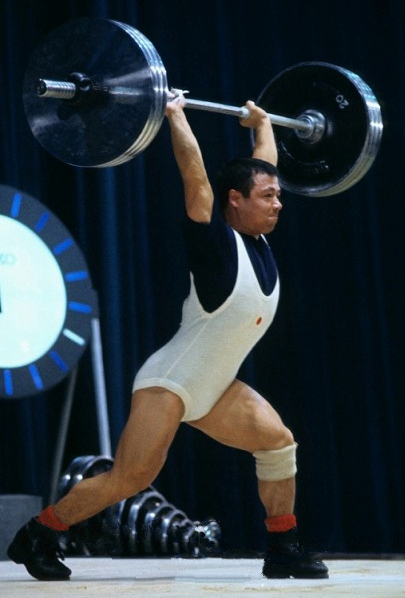
1964年東京オリンピックにて

九人兄弟の6番目に生まれる（弟・三宅義行は7番目）。
学校へ行くには自分で学費を稼ぐしかなく、アルバイトなどをしていた関係で部活動とは無縁で、時折柔道や野球を楽しむ程度で過ごす。
大河原商業高二年時に行われた1956年メルボルンオリンピックを見て初めてオリンピックと重量挙げという競技を知る。柔道で不利な小柄な身体を強化するため重量挙げで鍛えることを思いつき、同町内にある柴田農林高で練習を積む傍ら、自宅でトロッコの車軸をバーベル代わりにするなどの猛練習の結果、経験半年で高校選手権で入賞するなど頭角を現す。
1962年に法政大学卒業後、陸上自衛隊に入隊。その後、重量挙げ選手として数々の国際大会で優勝し、多くの世界記録を保持した。
オリンピックには法政大学在学中であった1960年ローマオリンピックから4大会連続で代表となり、ローマでは銀メダル、1964年東京オリンピック、1968年メキシコシティーオリンピックでは連覇を達成した。五輪三連覇並びに4大会連続のメダルを狙った1972年ミュンヘンオリンピックは4位に終わった。
東京オリンピック当時の日本には経験豊富な指導者が不足していたので、給与が1万2~3000円の時代に、8万円もする最新のカメラを借金して購入し、自分のフォームを自身で確認して勝てるフォームを身に付けた。突貫工事で建設される重量挙げ競技の渋谷公会堂を見て、選手だけが頑張っているのでなく、日本国中が頑張っているのだから勝たなければならないと思った。東京オリンピックの日本の金メダル第一号で、その後の競技に弾みをつけた。
現役引退後も幹部自衛官として勤務する傍ら多くの選手を育成し、日本重量挙げ界に貢献した。1997年に自衛隊体育学校長（在任期間中、甥の敏博も所属）を最後に退官（最終階級は陸将補）。退官後は小松製作所顧問を務める傍ら、日本トライアスロン連合副会長、日本オリンピアンズ協会常務理事、東京都ウエイトリフティング協会副会長、東京国際大学特命客員教授、東京国際大学ウエートリフティング部監督などを務める。
東京・メキシコのオリンピック連覇の功績によって1968年に内閣総理大臣顕彰を賜り、1989年には故郷である宮城県柴田郡村田町の名誉町民に推挙された。その後、紫綬褒章を受章し、2011年には瑞宝小綬章を受章した。また、顕著な功績のあった自衛官として現役自衛官時代に第1級賞詞（第2号防衛記念章）を2度受賞している（第1級賞詞を2度受賞した自衛官は、三宅と小原日登美の2名のみ）。
2020年夏季オリンピック招致決定後の2014年5月に突如として現役復帰。復帰後はマスターズ大会を中心に出場している。

## 家族
1968年メキシコシティーオリンピック重量挙げフェザー級で銅メダルを獲得した三宅義行は弟、2012年ロンドンオリンピック重量挙げ女子48kg級銀メダリストの三宅宏実は姪、全日本女子ヘッドコーチも務めた三宅敏博は甥。メキシコシティオリンピックでは弟と表彰台に立った（オリンピックの個人種目において、同じ大会の同じ種目に兄弟で表彰台に立ったのは日本ではこの一例のみ）。

## 主な競技歴
- 1960年　第17回ローマオリンピック、重量挙げ銀メダリスト。
- 1964年　第18回東京オリンピック、重量挙げ金メダリスト。
- 1968年　第19回メキシコシティーオリンピック、重量挙げ金メダリスト。
- 1972年　第20回ミュンヘンオリンピック、第4位。

※その間、トータル世界記録8回・スナッチ世界記録13回・ジャーク世界記録6回・合計27回の優勝となっている。

## 賞詞
- 日本スポーツ賞大賞（1962年）
- 内閣総理大臣顕彰（1968年）
- 紫綬褒章
- 宮城県柴田郡村田町名誉町民（1989年）
- 瑞宝小綬章（2011年）
- 東京都名誉都民[10][11]（2016年）
- 文化功労者（2017年）

## 脚註
1. ↑  三上孝道『これだけは知っておきたい（11） オリンピックの大常識』株式会社ポプラ社、2004年、97ページ、ISBN 4-591-08135-4
2. ↑  2013年8月21日20時NHK総合放送「1964東京オリンピック~第3回1億人の勝利をアスリートたちの挑戦」
3. ↑  “三宅義信”.   村田町商工会. 2016年8月7日閲覧。
4. ↑  “三宅義信氏　東京国際大ウエートリフティング部監督に” (2013年12月11日). 2016年8月7日閲覧。
5. ↑  “春の叙勲受章者（東京）”.  産経新聞. 2011年6月18日閲覧。
6. ↑  “平成23年春の叙勲 瑞宝小綬章等受章者 東京都” (PDF).   内閣府. p. 8 (2011年4月29日). 2013年1月26日時点のオリジナルよりアーカイブ。2024年7月20日閲覧。
7. ↑  “レスリング金の小原＆米満が自衛隊名誉賞”.  日刊スポーツ (2012年8月28日). 2016年8月7日閲覧。
8. ↑  “三宅宏実の伯父・義信さん　４２年ぶり公式戦に急きょ参加しＶ”.  スポーツニッポン (2014年5月4日). 2016年8月7日閲覧。
9. ↑  “三宅義信氏“電撃復帰”のワケ…次世代へ喚起「自分たちが…と」”.  スポーツニッポン (2014年7月25日). 2016年8月7日閲覧。
10. ↑  平成28年度名誉都民候補者
11. ↑  平成28年度東京都名誉都民顕彰式及び東京都功労者表彰式について